# Jedisan

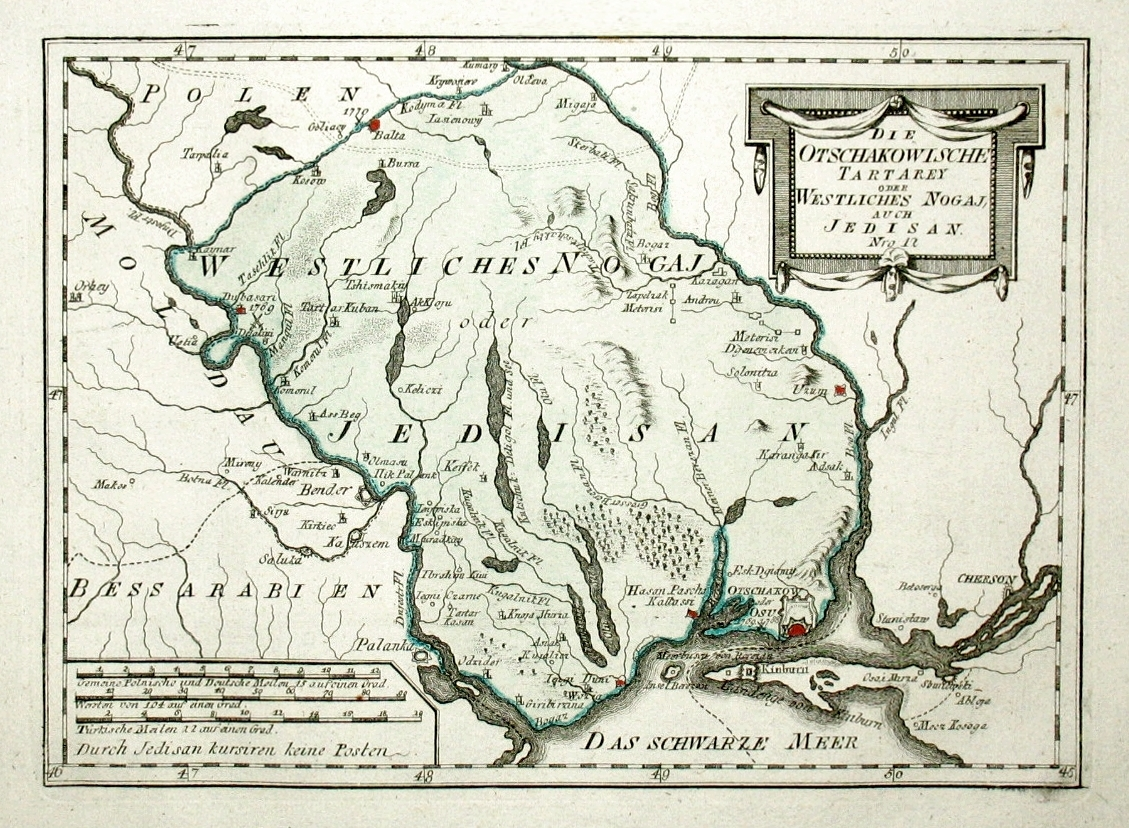
Mapa oblasti publikovaná ve Vídni kolem roku 1790

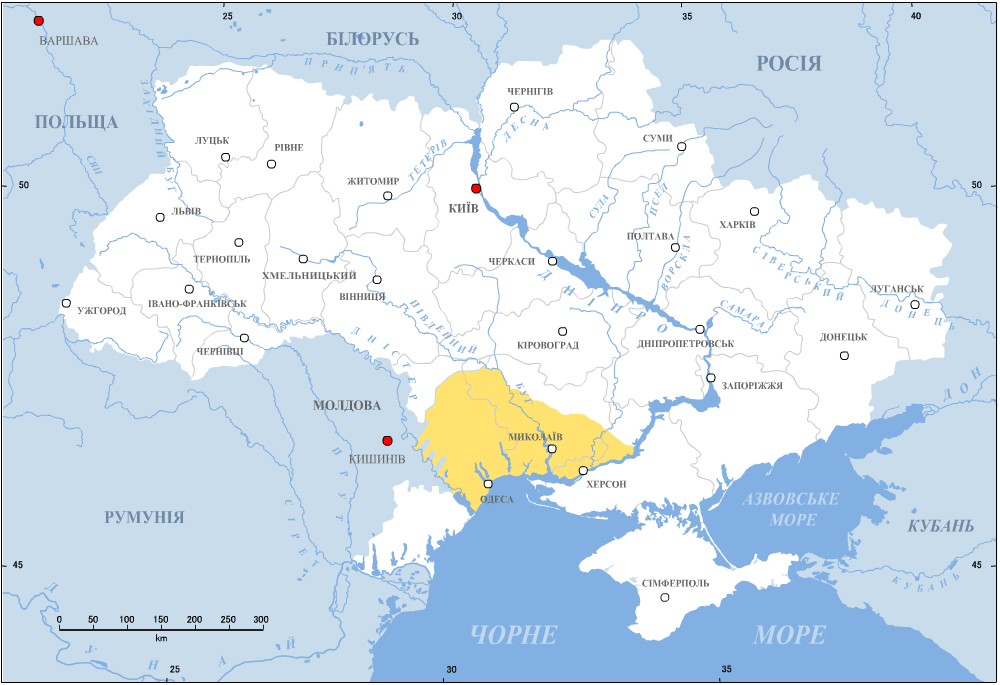
Jedisan na mapě Ukrajiny

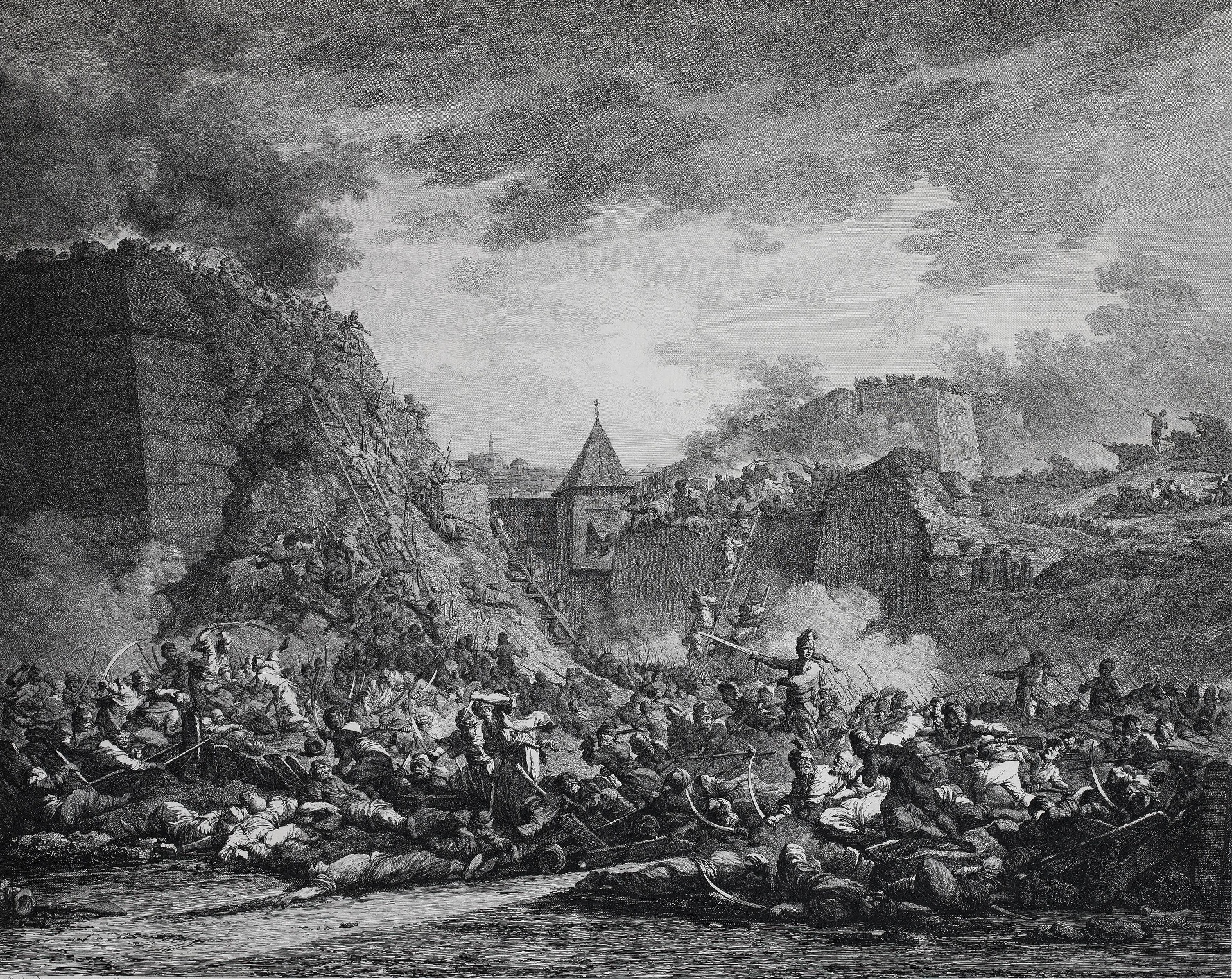
Útok ruské armády na Očakov v roce 1788

Jedisan (před r. 1526 Dykra – „Pustina“) je historická oblast v rámci dnešní Ukrajiny, ohraničená Dněstrem, Černým mořem a Jižním Bugem. Na západě hraničí se zeměmi Budžakem a Besarábií, na severu s Podolím, na východě s tzv. Divokými poli.
V raném středověku území obývaly kočovné kmeny Kumánů a Pečeněhů a slovanský kmen Uličů. Po mongolské invazi byla oblast podřízena Zlaté hordě, v 14. století teritorium připadlo Moldavskému knížectví. Po r. 1362 připadla země Litevskému velkoknížectví (právě Litevci jí dali název Dykra, vyjadřující řídké osídlení této převážně stepní oblasti).
Roku 1526 Jedisan obsadili Krymští Tataři, přestěhovaly se sem kočovné nogajské kmeny a region se stal součástí Nogajské hordy. V roce 1792 byla celá oblast v pětileté válce s Tureckem dobyta Ruskem a začleněna do tzv. Nového Ruska.
Historické centrum Jedisanu je Očakov.